# Fra Diavolo
Pour les articles homonymes, voir Fra Diavolo (homonymie) et Diavolo (homonymie).
Frà Diavolo (lit. « Frère Diable »), surnom de Michele Pezza, né le 7 avril 1771 à Itri et mort pendu le 11 novembre 1806 à Naples, est l'un des chefs insurgés napolitains contre l'armée de Napoléon.

## Biographie

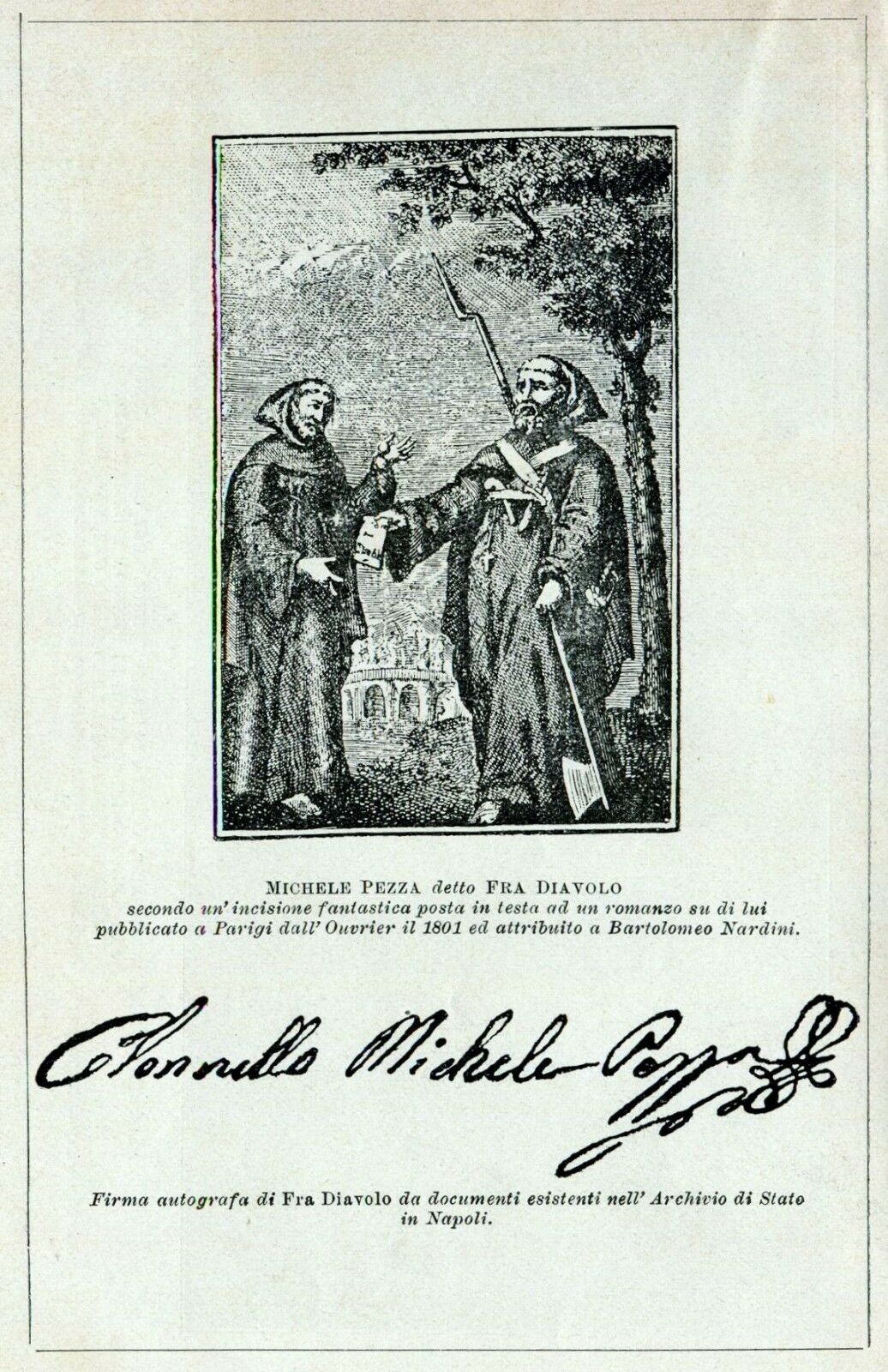
Représentation fantaisiste de Fra Diavolo dans une gravure extraite de l'ouvrage romancé Les exploits et les amours de Frère Diable, Général de l'armée du Cardinal Ruffo, Paris, an (1801).

Fra Diavolo fut d'abord chef de brigands, et exerça dans le sud du Latium et le nord de la Campanie de tels ravages que le gouvernement de Naples mit sa tête à prix.
Toutefois, en 1799, le cardinal Ruffo, utilisant tous les moyens bons pour chasser les Français, se servit de Fra Diavolo et lui accorda un brevet de colonel [réf. nécessaire] . Celui-ci installa son quartier général à Maranola (aujourd'hui fraction de la commune de Formia), et regroupa une troupe d'un millier de « Lazzaroni » avec laquelle il contribua à reprendre Naples. Après l'avènement de Joseph Bonaparte, il prit la tête de divers soulèvements.
Il fut pris le 1er novembre 1806 à Baronissi par Léopold Hugo (d'après son fils Victor Hugo). Condamné à mort, il est pendu à la Piazza del Mercato de Naples le 11 novembre 1806.

## Dans les arts et la culture populaire

### Filmographie

#### Cinéma

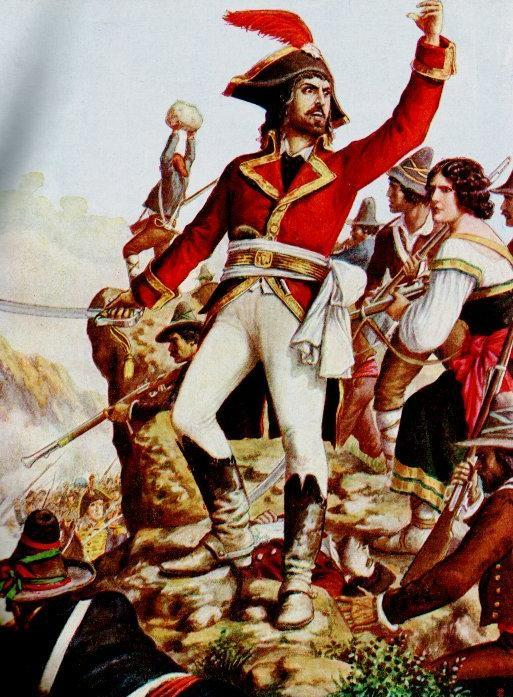
Fra Diavolo, illustration de Paolo Giudici dans Storia d'Italia (Nerbini, 1929-1932).

- Fra Diavolo est un film réalisé par Mario Bonnard sorti en 1931 avec Tino Pattiera.
- Fra' Diavolo (titre original : The Devil's Brother) est un film américain réalisé par Hal Roach et Charley Rogers, sorti en 1933. Laurel et Hardy interprètent les compagnons de Fra Diavolo, qui deviennent les personnages principaux du film. On entend la ballade que chante Zerline au premier acte (le dernier couplet étant chanté par Fra Diavolo) et l'air du début du troisième acte dans une version abrégée.
- Fra' Diavolo est en outre le titre d'un film italien réalisé par Luigi Zampa sorti en 1942 d'après Luigi Bonelli et Giuseppe Romualdi, avec les acteurs Enzo Fiermonte et Laura Nucci.

### Musique

#### Opéra

##### Opéra comique
- Il est le héros de Fra Diavolo d'Eugène Scribe et Daniel François Esprit Auber.

### Littérature

#### Roman
- Il a aussi inspiré Paul Féval pour le principal antagoniste de la saga littéraire des Habits Noirs, le colonel Bozzo-Corona. Dans ce roman-feuilleton, le chef censément immortel de la bande mafieuse des « Habits Noirs » (ou « Vesti Nere ») ne serait que Frà Diavolo, « mal pendu » par les Français[4].